# Castello Holford
Pour les articles homonymes, voir Holford.
Œuvres principales
- Aristopia

Castello Holford, né le 7 décembre 1845 à Beetown (en) dans le Wisconsin et mort le 29 mai 1905 à Washington, est un écrivain américain, auteur du roman Aristopia publié en 1895. Cette œuvre est l'une des toutes premières uchronies en langue anglaise, décrivant la fondation d'une société utopique par les premiers colons de Virginie.

## Œuvres
- (en) Aristopia, 1895